# Репаблік (Пенсільванія)
Репаблік (англ. Republic) — переписна місцевість (CDP) в США, в окрузі Файєтт штату Пенсільванія. Населення — 1151 особа (2020).

## Географія
Репаблік розташований за координатами 39°57′59″ пн. ш. 79°52′37″ зх. д. / 39.96639° пн. ш. 79.87694° зх. д. (39.966381, -79.876818).  За даними Бюро перепису населення США в 2010 році переписна місцевість мала площу 1,87 км², уся площа — суходіл.

## Демографія
Згідно з переписом 2010 року, у переписній місцевості мешкало 1096 осіб у 486 домогосподарствах у складі 289 родин. Густота населення становила 585 осіб/км².  Було 568 помешкань (303/км²).
Расовий склад населення:
| - 92,0 % — білих - 6,1 % — чорних або афроамериканців - 0,4 % — корінних американців - 0,2 % — азіатів |

До двох чи більше рас належало 1,1 %. Частка іспаномовних становила 0,5 % від усіх жителів.
За віковим діапазоном населення розподілялося таким чином: 21,9 % — особи молодші 18 років, 59,0 % — особи у віці 18—64 років, 19,1 % — особи у віці 65 років та старші. Медіана віку мешканця становила 42,5 року. На 100 осіб жіночої статі у переписній місцевості припадало 86,4 чоловіків;  на 100 жінок у віці від 18 років та старших — 86,1 чоловіків також старших 18 років.
Середній дохід на одне домашнє господарство  становив 54 459 доларів США (медіана — 46 204), а середній дохід на одну сім'ю — 59 914 долари (медіана — 61 597). Медіана доходів становила 36 979 доларів для чоловіків та 51 250 доларів для жінок. За межею бідності перебувало 21,7 % осіб, у тому числі 38,6 % дітей у віці до 18 років та 0,0 % осіб у віці 65 років та старших.
Цивільне працевлаштоване населення становило 385 осіб. Основні галузі зайнятості: виробництво — 32,7 %, мистецтво, розваги та відпочинок — 17,4 %, науковці, спеціалісти, менеджери — 13,5 %, освіта, охорона здоров'я та соціальна допомога — 11,4 %.